# Tatort: Im Abseits
Im Abseits ist eine Folge der deutschen Fernsehkrimireihe Tatort aus dem Jahr 2011. Der Film des Südwestrundfunks von Regisseur Uwe Janson mit Ulrike Folkerts und Andreas Hoppe als Ermittler Odenthal und Kopper aus Ludwigshafen wurde am Sonntag, 19. Juni 2011, erstmals im Ersten ausgestrahlt. Es handelt sich um den 53. Fall für Lena Odenthal und den 44. Fall für Mario Kopper. In dieser 805. Tatort-Folge geht es um einen Mord im Fußball-Milieu. Als Gastauftritte sind kurzzeitig einige deutsche Fußballgrößen zu sehen.

## Handlung
Die Frauenfußballmannschaft vom FC Eppheim ist beim Training, während die attraktive Fadime Gülüc ein Fotoshooting hat. Der Fotograf möchte, dass sie auch in aufreizenden Dessous posiert. Sie lehnt das zunächst ab, willigt dann aber doch ein. Nach dem Duschen wird sie erschlagen aufgefunden. Eine Metallstange wird als Tatwaffe vermutet, es ist jedoch keine zu finden.
Odenthal und Kopper ermitteln in ihrem Umfeld, finden aber keinen rechten Anhaltspunkt für ein Motiv. Da Fadime Muslimin war, könnte es Probleme mit ihrer Familie gegeben haben. Odenthal spricht mit ihrem Vater. Er ist wütend, dass eine Frau ihn befragt und nach seinem Alibi für die Tatzeit fragt, ist aber auch stolz auf seine Tochter und ihr Fußballtalent. Schließlich spielte sie sogar in der Nationalmannschaft. Doch er sagt, seit sie für das Fußballspielen Geld bekommen hat, hat man ihr auch die Freude daran genommen.
Kopper will sich in Fadimes Wohnung umsehen, als er dort Tobias Freitag, ihren Verlobten, antrifft. Er ist frisch geduscht und alle seine Sachen sind gerade in der Waschmaschine. Kopper schaltet die Maschine kurz entschlossen aus und gibt die Sachen zur Untersuchung. Ihn selber nimmt er mit zum Verhör. Tobias gibt zu, dass er mit Fadime Streit hatte, weil sie ihre Hochzeit abgesagt hatte. Dieser war darüber sehr wütend beteuert aber, sie nicht ermordet zu haben. Die Auswertung seiner Telefonate bestätigt auch, dass er zur Tatzeit nicht in der Nähe des Sportvereins gewesen ist.
Odenthal befragt die Trainerin Petra Krömer nach dem Streit, den sie mit Fadime hatte, und sie meint, Fadime wäre in letzter Zeit einfach zu unkonzentriert gewesen und so konnte sie sie nicht spielen lassen. Sie spielte sich in letzter Zeit zu sehr als Star auf und das störte die Kommunikation untereinander. Außerdem hatte Fadime ein Angebot aus Amerika und sie wäre nach dieser Saison weggegangen. Somit hatte die Trainerin keinen Grund, sie vorher loswerden zu wollen. Danach befragt sie die Spielerinnen und auch sie waren nicht die allerbesten Freundinnen. Kopper findet heraus, dass Sonja Tossik die Letzte in den Umkleideräumen war. Er befragt sie und erfährt, dass Fadime zwar ihre Konkurrentin war, aber das kein Grund wäre sie umzubringen.
Kopper unterhält sich mit dem Platzwart Rennert und der meint, dass Fadimes Freund absolut nicht der Richtige war für sie. Auch der Manager Meingast hat sie nur als Aushängeschild benutzt. Den hat er auch spät noch bei den Umkleideräumen gesehen. Daher wird dieser befragt und gibt zu, nicht begeistert gewesen zu sein, dass Fadime weggehen wollte, aber deshalb hat er sie nicht gleich umgebracht. Kurz darauf wird Rennert grundlos von Meingast gekündigt, obwohl er so etwas wie das Maskottchen des Vereins war. Der Verein war seine Familie und so ist er entsprechend fassungslos.
Kopper konfrontiert Fadimes Eltern mit den Fotos, die bei dem Shooting gemacht wurden. Diese waren nicht einverstanden mit ihren Entscheidungen. Auch nach Amerika zu gehen war ihnen nicht recht. Tobias meinte sogar, dass solche Fotos in den Augen ihrer Mutter eine Todsünde waren. So stellt sich heraus, dass Fadimes Mutter, die von dem Fotoshooting wusste, zum Verein gefahren ist, um sie davon abzuhalten. Sie gibt zu, mit ihr sprechen zu wollen, aber ein Mann im Trainingsanzug hat sie nicht zu ihr gelassen. Da die Pathologin Rückstände von Phosphor und Kalzium an der Leiche gefunden hat, führt das zu dem Platzwart, der mit Düngemittel und Kalk für die Linien in Berührung kommt.
So begeben sich die Ermittler zu Rennert, der jedoch gerade dabei ist, völlig auszurasten, und mit einem Drehmomentschlüssel auf Meingast einschlagen will, um sich wegen der Kündigung zu rächen. Bei diesem Streit gibt Rennert zu, dass er neulich die Heizung reparieren wollte. Fadime war gerade beim Duschen, doch er wollte nicht, dass sie den Verein verlässt. Sie war schließlich die Seele des Vereins und diesen Verrat konnte er einfach nicht zulassen. Bevor er aber mit dem schweren Drehmomentschlüssel auch Meingast erschlagen kann, schießt ihm Kopper ins Bein.

## Hintergrund
Der Film wurde anlässlich der Fußball-Weltmeisterschaft der Frauen 2011 produziert. Hochrangige Vertreter des DFB wirkten in kleinen Rollen mit, darunter der damalige DFB-Präsident Theo Zwanziger, Herren-Bundestrainer Joachim Löw, die WM-Organisationschefin Steffi Jones und Nationalspielerin Célia Okoyino da Mbabi. Theo Zwanziger selbst hatte einen Tatort für die Frauen-WM vorgeschlagen. Nach Mord in der ersten Liga ist dies der zweite Tatort 2011, der auf Zwanzigers Anregung im Fußball-Milieu spielt.
Der Handlungsort Eppheim ist fiktiv. Die Dreharbeiten im Fußballstadion fanden im November 2010 im Wörtelstadion von Kuppenheim bei Baden-Baden statt.

## Rezeption

### Kritik
Die Kritiken bemängelten meist das Unterordnen der Handlung unter die Absicht, Vorurteile gegenüber dem Frauenfußball zu bekämpfen. So die taz „Muss man schließlich die ermittelnden Kommissare in einen klassischen Entwicklungsroman versetzen, an dessen Ende alle Geringschätzung für den Frauenfußball verschwindet? Bei der ARD und dem DFB ist man offensichtlich der Ansicht: Ja, man muss“ und Die Zeit „Doch spätestens, wenn zum wiederholten Male Erklärungen und Botschaften, wie die mit dem lange verbotenen Frauenfußball, oder die Sache mit dem verkommenen Profifußball beim Tribünenplausch verkauft werden, dazu Assistent Mario Kopper den skeptischen Macho gibt, der meint, dass Frauenfußball ‚wie Kreisliga bei den Männern‘ ist, wird es des Guten ein wenig zu viel.“ Und stern.de resümiert „So wird der Frauenfußball in diesem Frauenfußball-Krimi seiner Titelrolle gerecht – er bleibt ‚im Abseits‘.“
Die Zeit kritisiert weiter: „Im Sinne der Diskussion, wie sehr im Vorfeld der Frauenfußball-WM körperliche Attraktivität und mediale Weiblichkeitsinszenierungen der Kickerinnen eine allzu große Rolle spielen, hätte dieser Tatort außerdem durchaus auf das Unterwäschen-Fotoshooting […] direkt auf dem Spielfeld (!) verzichten können.“
Die Süddeutsche Zeitung kritisiert vor allem die Gastauftritte einzelner DFB-Funktionäre und Fußballer: „Dieser Gruß der Theater AG des DFB gehört zum Peinlichsten in der Geschichte der Sendereihe. Ohne die Laienspielschar wäre die Folge nur verschwitzt und normalsehrschlecht – so aber gerät sie zum regelrecht hirnverbrannten Event. Irre, diese Selbstauslieferung an die Mätzchenhaftigkeit, das alles von Filmleuten, die nicht einen guten Dialog in 90 Minuten zustande bringen. Eine quotenstarke Totalkapitulation.“.

### Einschaltquoten
Die Erstausstrahlung am 19. Juni 2011 wurde in Deutschland von insgesamt 8,27 Millionen Zuschauern gesehen und erreichte einen Marktanteil von 23,7 Prozent für Das Erste; in der Gruppe der 14- bis 49-jährigen Zuschauer konnten 2,70 Millionen Zuschauer und ein Marktanteil von 19,2 % erreicht werden.